# David Gordon Tucker
David Gordon Tucker (auch Gorda) (* 17. Juni 1914 in Chingford; † 8. März 1990) war ein britischer Ingenieur und Historiker.

## Leben
Der Sohn von John Ferry Tucker und Frances Paterson besuchte das Sir George Monoux College, erwarb 1936 seinen B.Sc., 1943 seinen PhD. und 1948 den D.Sc.
Er arbeitete sechs Jahre an der Post Office Research Station und diente fünf Jahre am Royal Naval Scientific Service.
Mit seiner Frau, Florence Mary Barton, hatte er eine Tochter und drei Söhne.
1955 wurde er an der University of Birmingham zum Professor und Leiter der Abteilung für Elektrotechnik berufen.
Er galt als führender Experte für Sonar-Technologie. Als er im Frühjahr 1968 ein neues Langstrecken-Sonar testen wollte, konnte die Loch-Ness-Investigation-Gruppe (LNI; 1962 als Loch Ness Phenomena Investigation Bureau gegründet) ihn dazu bewegen, seine Tests im April und August am Temple Pier von Loch Ness durchzuführen. Anhand der Filmaufnahmen des Oszilloskops erkannten sie später ein 6 m langes, schnell tauchendes Objekt, und danach noch eine ganze Gruppe solcher Objekte.
Nach seiner Emeritierung im Jahr 1973 wurde er 1983 nochmals für ein Jahr auf einen Lehrstuhl berufen.

## Mitgliedschaften
- Institution of Electrical Engineers
- Council of the British Institution of Radio Engineers
- Newcomen Society

## Veröffentlichungen
- Highly-selective transmission-measuring equipment for communication circuits; 1947
- The Design of a Synchrodyne Receiver; Design Principles & Some Suitable Designs; 1947
- The Synchrodyne, A New Type of Radio Receiver for AM Signals; 1947
- mit J. Garlick: The Synchrodyne: Refinements and Extensions; 1948
- Rectifier modulators with frequency-selective terminations; 1949
- mit R.A. Seymour: The Synchrodyne As a Precision Demodulator; 1950
- Two notes on the performance of rectifier modulators; 1952
- Modulators & frequency changers
- The history of the homodyne and synchrodyne; 1954
- Underwater Echo Ranging; 1956
- The Future of Non-military Sonar: An Informal Discussion in the Final Session of the Symposium on Sonar Systems, Held at the University of Birmingham 9th-12th July, 1962
- Searching the sea with sound; New Scientist 19. Juli 1962; S. 134 (Online)
- Multiplicative Arrays in Radio-astronomy and Sonar; 1963
- Circuits with periodically varying parameters; 1964
- Elementary electrical network theory; 1964
- Constant-resistance Modulators with Frequency-Selectivity; 1966
- mit Brian Kenneth Gazey: Applied underwater acoustics; 1966
- Underwater observation using sonar; 1966
- Sonar in fisheries; 1967
- Gisbert Kapp 1852–1922: First professor of electrical engineering at the University of Birmingham; 1973
- Beginnings of the telephone service; 1976
- Hydroelectricity for public supply in Britain, 1881–1894; 1976
- Electricity from town refuse—three quarters of a century ago; 1976
- Lucas: the First 100 Years. Vol. 1: The King of the Road; 1977
- Water-mills of the Monnow & Trothy & their tributaries; 1978
- A Technical History of Phantom Circuits; Proceedings of the IEE, 126 (1979): 893–900
- Ayrshire Hone-stones: The Water of Ayr and Tam O'Shanter Hone Works at Stair and the History of the Industry in Britain; 1983
- Water-mills of the Middle Wye Valley; 1983
- Some watermills of South-West Shropshire; 1991